# Rosalia Porcaro
Rosalia Porcaro (Casoria, 27 ianuarie, 1966) este o actriță, comediantă și artistă de cabaret italiană.

## Biografie
Rosalia Porcaro s-a născut în Casoria, unde a urmat școala primară și gimnazială, iar apoi a urmat liceul de stat „ Filippo Brunelleschi ” din apropierea Afragola, unde prezidează în prezent fosta asociație a elevilor. În 1984 s-a înscris la o școală de actorie și a urmat companiile lui Antonio Casagrande, Rino Marcelli și Renato Carpentieri; în 1985 și-a început activitatea la Teatrul Bellini din Napoli înlocuind o actriță într-un spectacol bazat pe comediile lui Eduardo Scarpetta. Mai târziu a jucat în diverse spectacole cu texte de Jules Laforgue, Giambattista Basile, Luigi Pirandello, Georges Feydeau.
În 1997 a participat la o serată a tinerilor emergenți la Maschio Angioino, prezentată de Francesco Paolantoni, ca autoare și actriță comică în rolul „Veronica”. Personajul se bucură de succes în televiziune grație programului regional TeleGaribaldi, dar notorietatea națională vine mai presus de toate cu programele de televiziune difuzate de Rai precum Convenscion, Superconvenscion și L'ottavo nano , în care interpretează personajul „Natascha”; participă, de asemenea, la Markette de LA7 și la programul de radio Pelo și Contropelo de la Radio Kiss Kiss. În 2002 a creat și interpretat pentru programul de televiziune Palcoscenico o adaptare după monologul Una donna sola, scris de Dario Fo și Franca Rame, care este difuzat pe Rai 2 pe 2 februarie la ora 23:55.
Rosalia Porcaro apare și în BRA - Braccia rubate all'agricoltura și în Zelig Off, unde prezintă personajul lui Assundham, o femeie din sudul afganului care vorbește despre viața ei cu vălul pe față; actrița va fi prezentă și în edițiile ulterioare și în Zelig Circus în 2005. În același an, participă la Tutti all'attacco, regizat de Lorenzo Vignolo, în care Rosalia Porcaro o interpretează pe Filly, o aspirantă de cântăreață de operă napolitană și soția personajului interpretat de Massimo Ceccherini. În 2009 a fost din nou în distribuția lui Zelig Off și în Quork pe la La7.
În 2010 a participat la programele de comedie Zelig, difuzate pe Canale 5, Stiamo tutti bene la Rai 2 și la ficțiunea Noaptea dinaintea examenelor, regizat de Elisabetta Marchetti și Area Paradiso, de Diego Abatantuono. În 2011 a debutat pe scenă reluând adaptarea textului Una donna solo, în cadrul stagiunii de vară a Teatrului Ariston, ale cărui replici continuă și în stagiunea de iarnă. În 2012 apare ca și comediantă în transmisia Sabinei Guzzanti Un due tre stella pe LA7. La 1 mai 2012 a participat în rolul Elenei, soția contabilului Luigi Iannello, în comedia de Eduardo De Filippo Sabato, Domenica e Monday, difuzată pe Rai Uno în regia lui Massimo Ranieri și Franza Di Rosa.
Din ianuarie 2023 este protagonistă, alături de Barbara D'Urso și Franco Oppini, în teatru cu comedia: Taxi a due piazze, montată pentru prima dată în 1984, de Ray Cooney, adaptare pentru femei.

## Personaje
Personajele sale sunt preluate din viața de zi cu zi proletară și veridică și personifică defectele și slăbiciunile italianului obișnuit.
- Veronica, muncitoare la o fabrică de genți, o iubește pe Genni, dar este împiedicată în dragostea ei de soacra ei. Naivă și copilărească, nu își dă seama că este exploatată de șeful ei pe care îl respectă profund. Ea înțelege greșit punctual hărțuirea pe care o primește în fabrică, dar se simte ca o femeie modernă (se duce „la psiholog”) și încearcă să fie acceptată de soacră, care nu apreciază încercările ei de a părea o doamnă bună a casei.
- Soacra, mama lui Genni, o autointitulată femeie de cultură ("je teng' e libbr' pe'tutt'part'") trăiește într-un orgoliu exagerat pentru fiii ei cu diplome în drept și dispreț față de soțul șomer. Cinică și meschină, acrită de bătrânețe, își revarsă toată răutatea asupra nefericiților sărmani ai ei. În special asupra iubitei fiului său, asupra căreia face totul pentru a o îndepărta, supunând-o la încercări din ce în ce mai dificile.
- Natasha, personaj comic bazat pe cântăreața trans Valentina OK . Natasha este o tânără cântăreață neo-melodică napolitană gata să dea sfaturi despre dragoste, sex și trădare. Punctul ei de vedere viclean de femeie sedusă și abandonată se ciocnește de nesiguranța și naivitățile celor care o caută, cu rezultate grotești. Excentric și transgresiv, a avut mai întâi succes în tot cartierul Pignasecca și apoi la emisiunea Rai 2 L'ottavo nano cu hitul „Sesso senza cuore”.
- Creolina, napolitancă naivă care lucrează într-un magazin de articole de uz casnic (pe care ea îl numește familiar „mercerie”). Sloganul lui este "'a matina me sceto, me lavo, me vesto, vaco 'a fatica, po torno e m'addormo. Comm'è bello 'a campà!" (tradus din napoletană: "Dimineața mă trezesc, mă spăl, mă îmbrac, merg la muncă, apoi mă întorc și adorm. Ce viată frumoasă!"). Prezentat în programul Telegaribaldi.
- Assundam, o femeie tipic afgană din Sud (dar cu un puternic accent napolitan) care își bate joc de „democrația războiului” vorbind despre viața ei sub văl. Assundam a fost în distribuția ultimelor ediții ale „Zelig Circus” și „L’ottavo nano”.
- Rosalyn Video, imitație de vânzătoare de casete porno care dă sfaturi grele, în distribuția „Markette” difuzată de Piero Chiambretti difuzată pe La7 și ulterior repropusă din nou pe același emițător în emisiunea „Un, due, tre Stella” de Sabina Guzzanti cu „Citofonare Rosalyn”.

## Filmografie

### Cinema
- ‘’Pacco, doppio pacco e contropaccotto’’, regia Nanni Loy (1993)

- Totò Sapore e la magica storia della pizza (2003), regia Maurizio Forestieri
- Tutti all'attacco (2005), regia Lorenzo Vignolo
- No problem (2008), regia Vincenzo Salemme
- Il seme della discordia, regia Pappi Corsicato (2008)
- La fabbrica dei tedeschi (2008), regia Mimmo Calopresti
- I mostri oggi (2009), regia Enrico Oldoini
- Area Paradiso, regia di Diego Abatantuono (2010)
- All'ultima spiaggia, regia Gianluca Ansanelli (2012)
- Fuga di cervelli, regia Paolo Ruffini (2013)
- Indovina chi viene a Natale?, regia Fausto Brizzi (2013)
- Il ricco, il povero e il maggiordomo, regia Aldo, Giovanni e Giacomo,și Morgan Bertacca (2014)
- Ammore e malavita, regia de Manetti Bros. (2017)
- AFMV - Addio fottuti musi verdi, regia Francesco Ebbasta (2017)
- Gli anni belli, regia di Lorenzo d'Amico de Carvalho (2022)

### Televiziune
- Belli dentro, sit-com, regia Rinaldo Gasperi (Italia 1, 2008) - episod "To clean or not to clean" - rol: un agent nou.
- VIP, regia Carlo Vanzina (2008)
- Notte prima degli esami '82, regia Elisabetta Marchetti (2011), Rai 1
- Area Paradiso (2012), Canale 5
- Sabato, domenica e lunedì (2012), Rai 1
- Mina Settembre – serial TV (2021-în desfășurare)
- Diversi come due gocce d'acqua, regia Luca Lucini – film TV (2022)

### Dublaj
- Totò Sapore e la magica storia della pizza, regia Maurizio Forestieri (2003)

## Lucrări
- Assundam e sue sorelle, Feltrinelli, 2005, EAN 9788874960354